# Marcusenius nyasensis
Marcusenius nyasensis és una espècie de peix pertanyent a la família dels mormírids i a l'ordre dels osteoglossiformes.

## Etimologia
Marcusenius fa referència a l'alemany Johann Marcusen (el primer ictiòleg a estudiar els mormírids de forma sistemàtica), mentre que l'epítet nyasensis al·ludeix al seu lloc de procedència: el llac Nyasa, també anomenat Malawi.

## Descripció
Fa 30 cm de llargària màxima. Absència d'espines a l'única aleta dorsal i a l'anal. Aleta caudal forcada. Boca terminal. 14-16 escates al voltant del peduncle caudal. Sense barbetes sensorials ni aleta adiposa.

## Alimentació
Menja insectes i plantes aquàtiques.

## Hàbitat i distribució geogràfica
És un peix d'aigua dolça, demersal i de clima tropical, el qual viu a Àfrica: les llacunes, planes d'inundació i indrets pantanosos de fons fangós del riu Shire i el llac Malawi a Tanzània, Malawi i Moçambic.

## Observacions
És inofensiu per als humans i el seu índex de vulnerabilitat és de baix a moderat (31 de 100).